# Ngoma (Cameroun)
Pour les articles homonymes, voir Ngoma.
Ngoma est un des rares villages du département du Wouri. Situé dans l'arrondissement de Douala V, il est localisé à 2 km du carrefour de la route Razel, sur la route qui lie Douala à Dizangué. 

## Population et environnement
En 1968, le village BASSA de Ndogmbe  avait 16 habitants. Ce village est situé à 19 km du centre ville de Douala. La population de Ngoma était de 1411 habitants dont 803 hommes et 608 femmes, lors du recensement de 2005. 